# 석포여자중학교
석포여자중학교(石浦女子中學校)는 대한민국 부산광역시 남구 용당동에 있는 공립 중학교이다.

## 학교 연혁
- 1981년 1월 17일 : 학교 설립 인가
- 1981년 3월 1일 : 초대 강태석 교장 취임
- 1981년 3월 5일 : 개교 및 제1회 입학식(672명)
- 1984년 2월 14일 : 제1회 졸업식(639명)
- 1984년 2월 15일 : 도서실 및 사격장 개장, 종합 학예 발표회
- 1998년 3월 1일 : 98.99교육부 인성교육 시범학교 지정
- 2001년 10월 29일 : 목련관 개관
- 2005년 10월 30일 : 예절실 완공
- 2011년 3월 1일 : 교과부지정(3년간) 자율형 창의경영학교 운영
- 2011년 10월 21일 : 청량관 개관
- 2012년 3월 1일 : 자율학교 운영(부산광역시 교육청지정 4년간)
- 2025년 2월 6일 : 제42회 졸업식 (3학급 77명, 총 13,142명)
- 2025년 3월 1일 : 제17대 서도성 교장 취임
- 2025년 3월 4일 : 제45회 입학식(3학급 85명)

## 참고 자료
- 석포여자중학교 - 한국교육학술정보원 학교알리미